# La Croix de Bauzon
Cet article traite de la station de sports d'hiver de la Croix de Bauzon. Pour le col routier, consulter l'article col de la Croix de Bauzon ; pour le massif, consulter l'article Serre de la Croix de Bauzon.
La Croix de Bauzon est une station de sports d'hiver du Massif central située sur le territoire des communes de Borne et La Souche, dans le département de l'Ardèche, en région Auvergne-Rhône-Alpes.
Son domaine skiable s'étend de 1 250 à 1 511 mètres d'altitude sur les pentes du Grand Tanargue, point culminant du massif éponyme. Il s'agit de l'unique station de ski alpin en exploitation du département de l'Ardèche, la station possédant aussi un domaine nordique. La Croix de Bauzon est également devenue une station de sports et de loisirs d'été, avec notamment un site de parapente. 
Longtemps propriété du Syndicat Départemental d’Équipement de l'Ardèche (SDEA), le domaine a été repris en 2011 par le Syndicat mixte de la Montagne Ardéchoise (SMA).

## Géographie

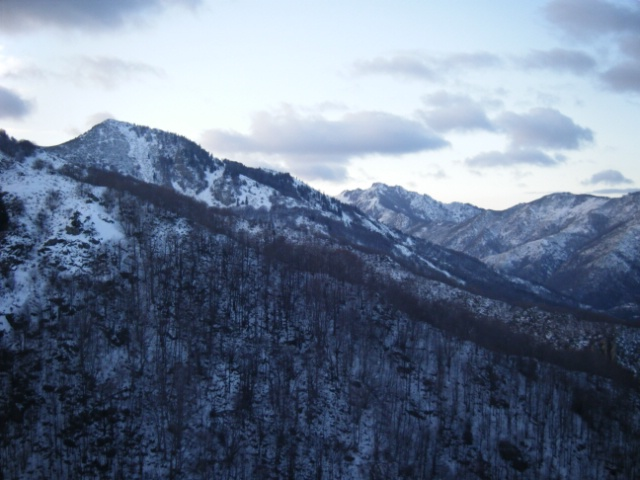
Massif du Tanargue

### Situation
Située sur l'ubac du massif du Tanargue et à proximité immédiate du col et du serre portant la même dénomination, la Croix de Bauzon est une station de petite dimension ; partagée entre les deux communes de Borne et La Souche. Son domaine skiable se situe à une altitude comprise entre 1 250 et 1 511 mètres.

### Accès routier
Depuis Aubenas et la vallée du Rhône, la route nationale RN102 permet un accès aisé jusqu'à Lalevade d'Ardèche. La station de ski est uniquement accessible par la route départementale D19 et les communes de : Borne à l'ouest, via le col du Bez ; La Souche à l'est, via le col de la Croix de Bauzon.

### Hydrologie
Le domaine est baigné par le bassin versant de trois rivières : à l'est le Lignon, affluent en rive droite de l'Ardèche ; à l'ouest la Borne, affluent en rive gauche du Chassezac et au sud la Beaume, affluent en rive droite de l'Ardèche. La Borne et le Lignon prennent leur source à proximité immédiate du col de la Croix de Bauzon, la Beaume à proximité du col de Meyrand et du village de Loubaresse.

## Installations

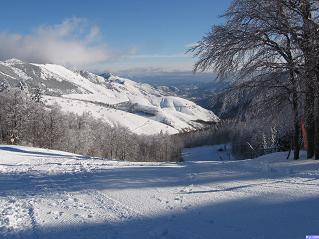
Vue partielle sur le domaine alpin

### Sports d'hiver

#### Ski alpin
La station dispose de onze pistes de ski alpin :  trois pistes vertes, six pistes bleues, une piste rouge et une piste noire, cinq téléskis, un tapis roulant et un fil neige permettent d'accéder à ces pistes. Une partie du domaine skiable comprend d'un dispositif d'enneigement de culture, avec l'aide de 26 canons à neige. Six pistes au total possèdent un dispositif d’enneigement artificiel.
| Couleur de la piste | Nom de la piste     |
| Verte               | Les p'tis loups     |
| Verte               | Les Écureuils       |
| Bleue               | Loubeyre            |
| Verte               | Les Framboisiers    |
| Bleue               | Le Chemin des Dames |
| Bleue               | L'Ubac              |
| Bleue               | Taranis             |
| Bleue               | Le Ravin de la Maye |
| Bleue               | La Maye             |
| Rouge               | La Grande Draille   |
| Noire               | Les Combes          |

#### Ski de fond
Le domaine de ski de fond, accessible gratuitement, est quant à lui assez limité car il compte seulement deux pistes, s'étalant sur 14,5 kilomètres. Depuis le domaine skiable, la vue s'étend du Mont Lozère au plateau ardéchois en passant par les Alpes. La station dispose d'un stade de biathlon avec 8 cibles à 50 mètres. A proximité se trouve la station de ski nordique de la Chavade (1 380 à 1 505 mètres) où existent 32 kilomètres de pistes tracées, les deux stations étant reliées par un circuit raquette.

### Activités d'été
- Location de vélos tout-terrain (VTT), 839 kilomètres de parcours balisés ;
- Sentier botanique ;
- Chiens de traineaux ;
- Parapente : location et stages d'initiation ;
- Canyoning ;
- Randonnées  sur sentiers balisés ;
- Randonnées équestres ;
- Escalade.
- Ski-roues

## Histoire
Les premières installations datent de 1937, avec l'arrivée d'un premier téléski. Le site était alors exploité par la société « Les enfants du Tanargue ». Après une fermeture durant la seconde guerre mondiale, la gestion du domaine est reprise par le ski-club d'Aubenas et du Bas-Vivarais jusqu'au milieu des années 1980. L'exploitation du site est depuis cette date confiée au syndicat départemental d'équipement de l'Ardèche, émanation du conseil général de l'Ardèche. 
Depuis le projet d'origine des années 1930, la station, d'abord exclusivement orientée vers la pratique du ski, s'est progressivement dotée d'équipements d'hébergement variés : chalets, résidence hôtelière, gîtes. L'évolution récente en station de loisirs a eu pour conséquence l'ouverture estivale, puis toute l'année, du domaine, avec la création de nouvelles activités.
Depuis le 1er septembre 2011, la propriété de la station a été transférée au Syndicat mixte de la Montagne Ardéchoise (SMA). Ce changement s'accompagne de la rénovation de l'installation des canons à neige de culture. Une aire d'apprentissage pour débutant en ski alpin ou ski de fond a vu le jour à côté de la piste de luge. Sur les hauteurs de l'ubac du Tanargue, une zone plus froide a également été aménagée pour permettre la pratique du ski de fond en cas de manque de neige.